# Шлякис, Вайдотас
Вайдотас Шлякис (лит. Vaidotas Šlekys; 11 февраля 1972) — литовский футболист, нападающий. Выступал за сборную Литвы.

## Биография

### Клубная карьера
Профессиональную карьеру начал в 1990 году, после выхода литовских клубов из чемпионата СССР. В 1990 году в составе «Экранаса» принимал участие в объединённом чемпионате Прибалтики, где занял с командой третье место, а затем дошёл до финала раунда плей-офф первого чемпионата Литвы, в котором «Экранас» уступил «Сириюсу». Затем, в трёх сезонах подряд (1991/92, 1992/93, 1993/94) Шлякис становился лучшим бомбардиром чемпионата Литвы, а в сезоне 1992/93 стал также и чемпионом страны. В 1994 году футболист переехал в Швейцарию, где подписал контракт с клубом второй лиги «Виль 1900», в котором провёл два сезона. Сезон 1996/97 отыграл в высшей лиге за клуб «Лугано», но затем вернулся во вторую лигу, где провёл сезон в составе «Шаффхаузена», и ещё два сезона в составе «Виль 1900». В дальнейшем несколько сезонов выступал за «Вадуц», провёл сезон в клубах низших лиг Австрии и ещё сезон в полупрофессиональном швейцарском клубе «Кур-97». 28 февраля 2003 года попал в автомобильную аварию на трассе Тризен—Бальцерс как пассажир, получил травмы ноги и шеи, а водитель погиб. В 2006 году Шлякис вернулся в Литву, где отыграл 11 матчей в высшей лиге за «Экранас». В 2007 и 2008 году был игроком клуба «Лиетава» из первой лиги, а в 2009 перешёл в клуб второй лиги «Лифоса», в котором и завершил игровую карьеру.

### Карьера в сборной
Дебютировал за сборную Литвы 17 ноября 1991 года в матче Кубка Балтии против сборной Латвии. Стабильно выступал за сборную плоть до 1997 года, а свой последний матч провёл в сентябре 1998 года. В общей сложности сыграл 32 матча и забил 3 гола.

## Достижения
«Экранас»
- Чемпион Литвы: 1992/93
- Лучший бомбардир чемпионата Литвы (3): 1991/92 (15 голов), 1992/93 (16 голов), 1993/94 (16 голов)